# جاميسون بروير
جاميسون بروير (بالإنجليزية: Jamison Brewer)‏ مواليد 19 نوفمبر 1980 في إيست بوينت، هو لاعب كرة سلة أمريكي سابق بدأ مسيرته الاحترافية في سنة 2001. تم اختياره من قبل فريق إنديانا بايسرز خلال الدرافت وحمل الرقم 2. يبلغ طوله 6 قدم 4 بوصة (1.9 م). اعتزل اللعب في 2011.

## المسيرة الاحترافية
لعب مع إنديانا بايسرز من سنة 2001 إلى 2004، ثم لعب مع نيويورك نيكس في موسم 2004–2005، ثم لعب مع بينهيروس لكرة السلة في موسم 2009–2010، ثم لعب مع إسبارن بريمرهافن في الدوري الألماني في سنة 2011.

## روابط خارجية
- جاميسون بروير على موقع إن بي أي (الإنجليزية)
- جاميسون بروير على موقع سبورتس رفرنس (الإنجليزية)
- جاميسون بروير على موقع كرة السلة الأوروبية.كوم (الإنجليزية)
- جاميسون بروير على موقع كلية كرة السلة في سبورتس رفرنس.كوم (الإنجليزية)
- جاميسون بروير على موقع ريلجم (الإنجليزية)
- جاميسون بروير على موقع بروبوليرز (الإنجليزية)
- جاميسون بروير على موقع سبورتس رفرنس (الإنجليزية)